# Thüringer Generalstaatsanwaltschaft
Die Thüringer Generalstaatsanwaltschaft ist eine von vierundzwanzig Generalstaatsanwaltschaften in der Bundesrepublik Deutschland und die einzige des Landes Thüringen. 

## Aufgaben
Die Thüringer Generalstaatsanwaltschaft ist Staatsanwaltschaft bei dem Oberlandesgericht Jena. Die ist die Staatsanwaltschaft für alle Rechtsmittelsachen und andere Überprüfungen, für die dieses Gericht in Strafsachen zuständig ist. Der Generalstaatsanwalt verfügt über die Fach- und Dienstaufsicht über die vier Thüringer Staatsanwaltschaften in Erfurt, Gera, Mühlhausen und Meiningen. Er untersteht dem Thüringer Justizminister.

## Nachgelagerte Staatsanwaltschaften

### Staatsanwaltschaft Erfurt
Die Staatsanwaltschaft Erfurt ist für die Amtsgerichtsbezirke Apolda, Arnstadt, Erfurt, Gotha, Sömmerda und Weimar zuständig. Sie ist landesweite Schwerpunktabteilung zur Bekämpfung von Korruptionsdelikten.

### Staatsanwaltschaft Gera
Die Staatsanwaltschaft Gera ist für die Amtsgerichtsbezirke Altenburg, Gera, Greiz, Jena, Pößneck, Rudolstadt und Stadtroda zuständig. Sie ist landesweite Schwerpunktabteilung zur Bekämpfung von Organisierter Kriminalität. Behördenleiter als leitender Oberstaatsanwalt ist Steffen Flieger.
Die Staatsanwaltschaft Gera hat ihren Sitz im Justizzentrum in der Rudolf-Diener-Straße 1 im Zentrum Geras.

### Staatsanwaltschaft Meiningen
Die Staatsanwaltschaft Meiningen ist für die Amtsgerichtsbezirke Bad Salzungen, Eisenach, Hildburghausen, Meiningen, Sonneberg und Suhl zuständig. Sie ist landesweite Schwerpunktabteilung zur Bekämpfung von Abrechnungsmanipulationen bei Leistungserbringern im Gesundheitswesen.

### Staatsanwaltschaft Mühlhausen
Die Staatsanwaltschaft Mühlhausen ist für die Amtsgerichtsbezirke Heilbad Heiligenstadt, Mühlhausen, Nordhausen und Sondershausen zuständig. Sie ist die landesweite Schwerpunktabteilung zur Bekämpfung von Wirtschaftsstrafsachen und landesweite Schwerpunktabteilung zur Bekämpfung von IT-Kriminalität.

## Dienstgebäude

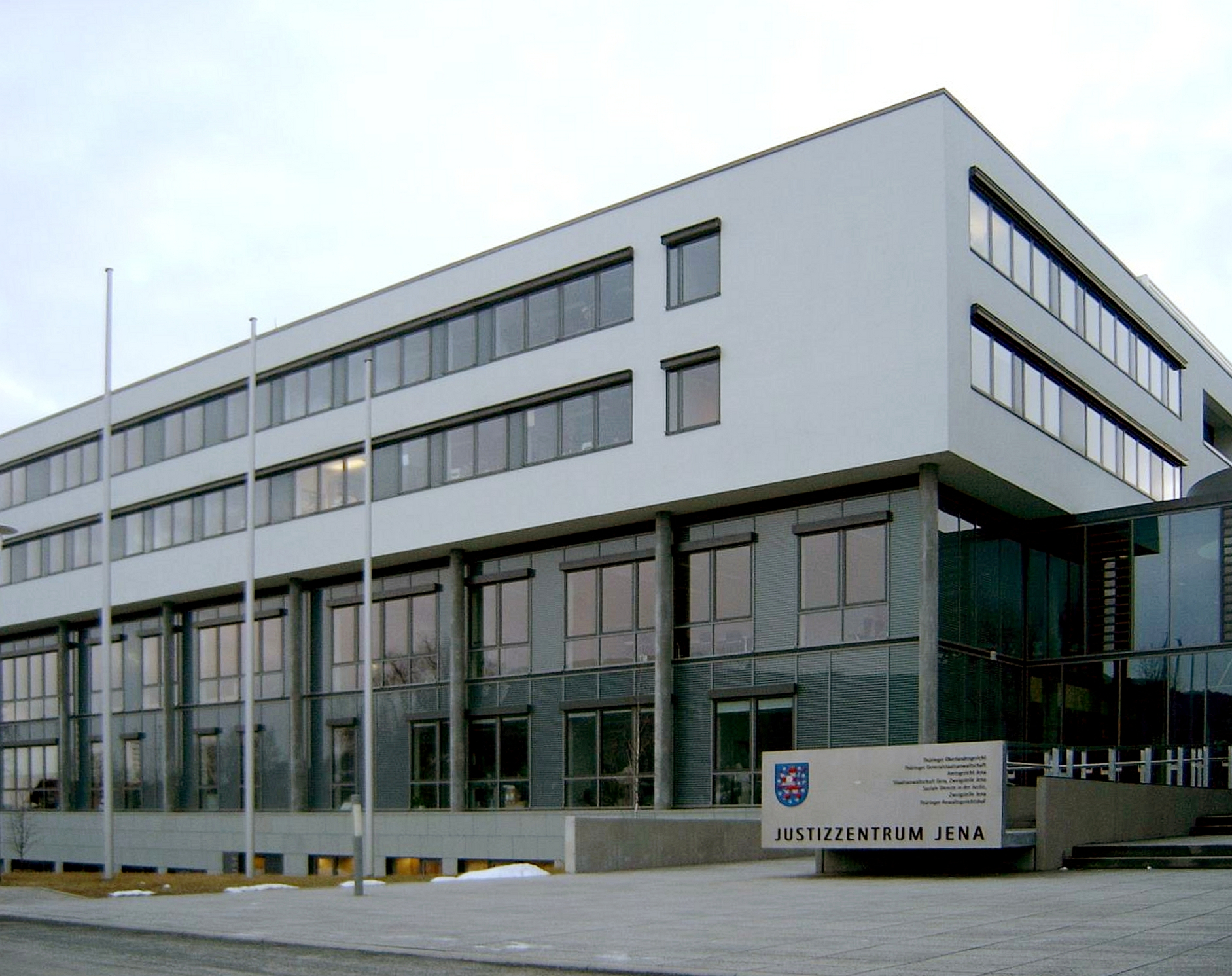
Gebäude des Justizzentrums – seit 2004 Sitz des Thüringer Oberlandesgerichtes

Die Generalstaatsanwaltschaft ist im 2004 errichteten Gebäudekomplex Rathenaustraße 13 in Jena untergebracht, in demselben Anwesen wie das Oberlandesgericht, Teile des Amtsgerichts Jena und andere Justizbehörden (Justizzentrum Jena).